# Tarxien megalitikus templomai
Tarxien megalitikus templomai egy újkőkorszaki megalitikus templomegyüttes romja Máltán, Tarxien község területén, a nagy sziget keleti részén. A közelében áll a Ħal Saflieni-i hipogeum. Az évezredekig eltemetett templomot 1915-ben találta meg a helyiek beszámolói alapján Sir Themistocles Zammit régész. Ma több más templommal együtt az UNESCO Világörökség része Málta megalitikus templomai néven.

## Története

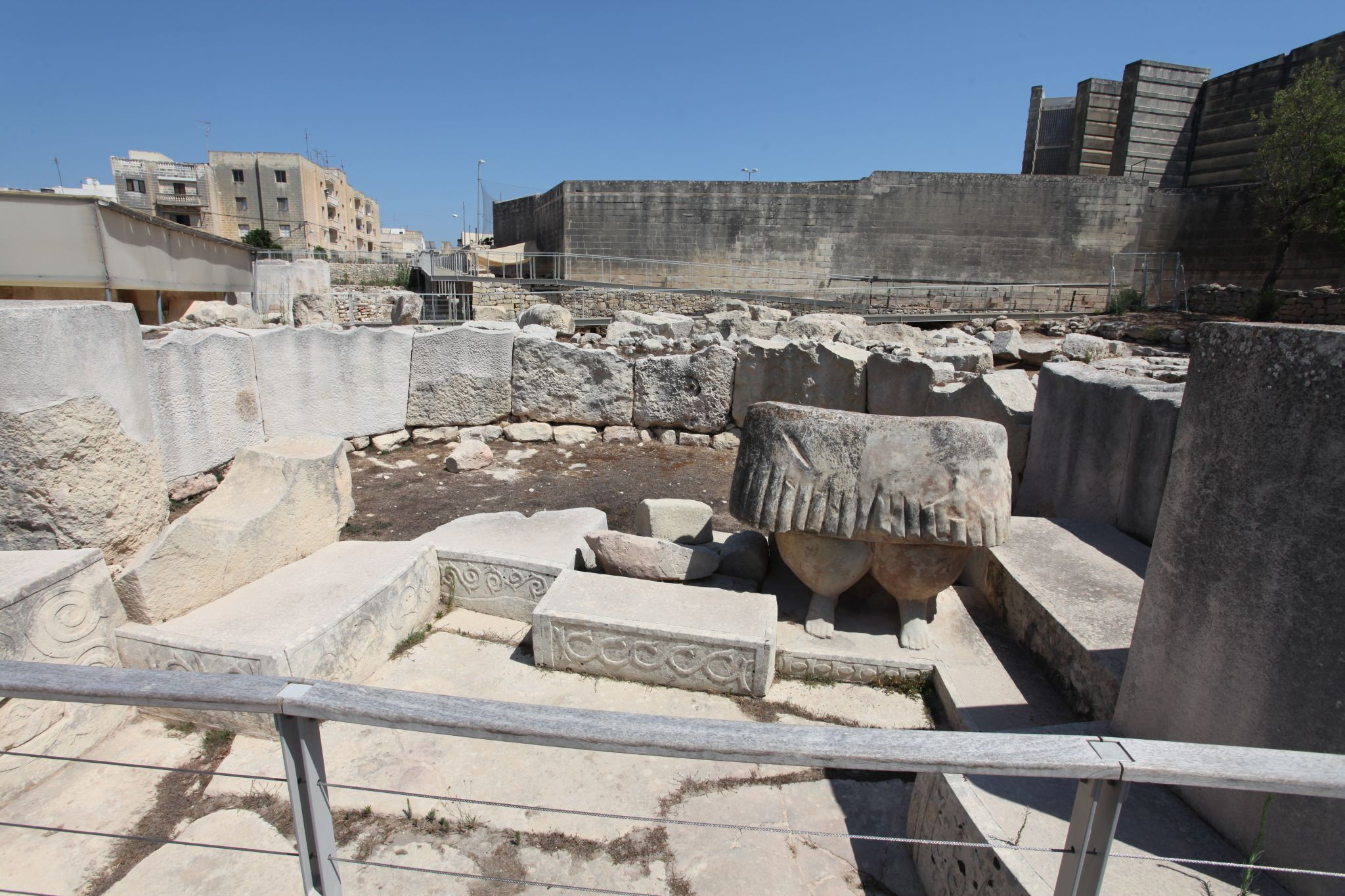
A déli templom dekorációi

Az első templom a helyszínen a legkeletibb kis templom volt, amely még a Ġgantija-szakaszban épült, Kr. e. 3250 körül. Ezután épült a déli és a keleti templom a Tarxien-szakasz kezdetén, Kr. e. 3100 körül, végül a hatíves középső templom a Tarxien-szakasz virágkorában, a 3. évezred legvégén. Utóbbit a déli és keleti templom falainak kibővítésével, a kettő közé építették be. A templom valószínűleg a közeli Kordin templomaival és a hipogeummal közösen szolgált ki egy közösséget.
A templom helye a templomok korának végeztével is használatban maradt, egy kisebb csoport temetőt alakított ki az akkor már feltehetőleg romos és termőfölddel borított épületben. Ez lett a bronzkor első szakaszának, a Tarxien temető-szakasznak a névadója. Ez azonban már hamvasztásos temetkezés volt, több nagyobb cserépedény emberi csontokat is tartalmazott, és a Zammit által kitakarított bronzkori réteg tele volt cserepekkel, áldozati tárgyakkal és szobrokkal.
A középkorban még pincét vágtak a romba, illetve a keleti templom előtt kemencét állítottak fel.

### Újkori története
1914-ben helyi földművesek találták meg munka közben, és mielőtt a régészek tudomást szereztek volna róla, sok kövét elhordták építőanyagnak. Végül értesítették Sir Themistocles Zammitot, a Régészeti Múzeum akkori igazgatóját, aki 1915 és 1919 között ásatta a déli templomot, majd a templomokban működött bronzkori temetőt, ezután a középső, a keleti, végül a legkeletibb templomot. Ezek az ásatások igazolták először összefüggően Málta feltételezett őskori történelmét.
1956-ban visszaépítették a bejárati trilitont, később több kőtömböt elfektettek, hogy az időjárás rombolását mérsékeljék. A templomot az elmúlt évtizedekben látogatásra alkalmassá tették, fapadlót építettek bele, és néhány helyen kiegészítették a hiányzó falakat. Tervben van egy látogatóközpont építése is.
A templomban talált tárgyak ma a vallettai Régészeti Múzeumban vannak, néhánynak azonban a másolata a helyszínen is ki van állítva.

## Az épület

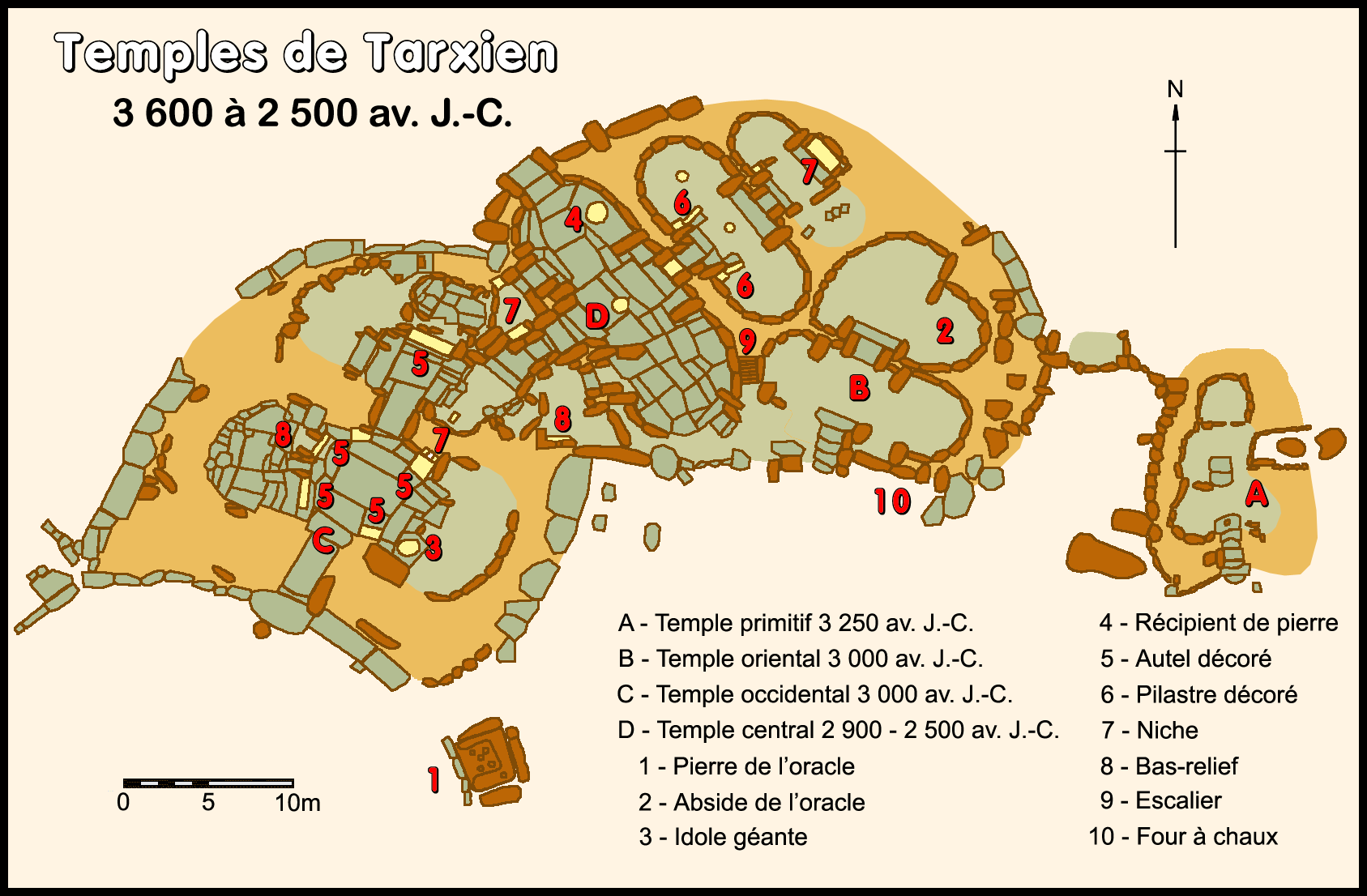
A templom alaprajza

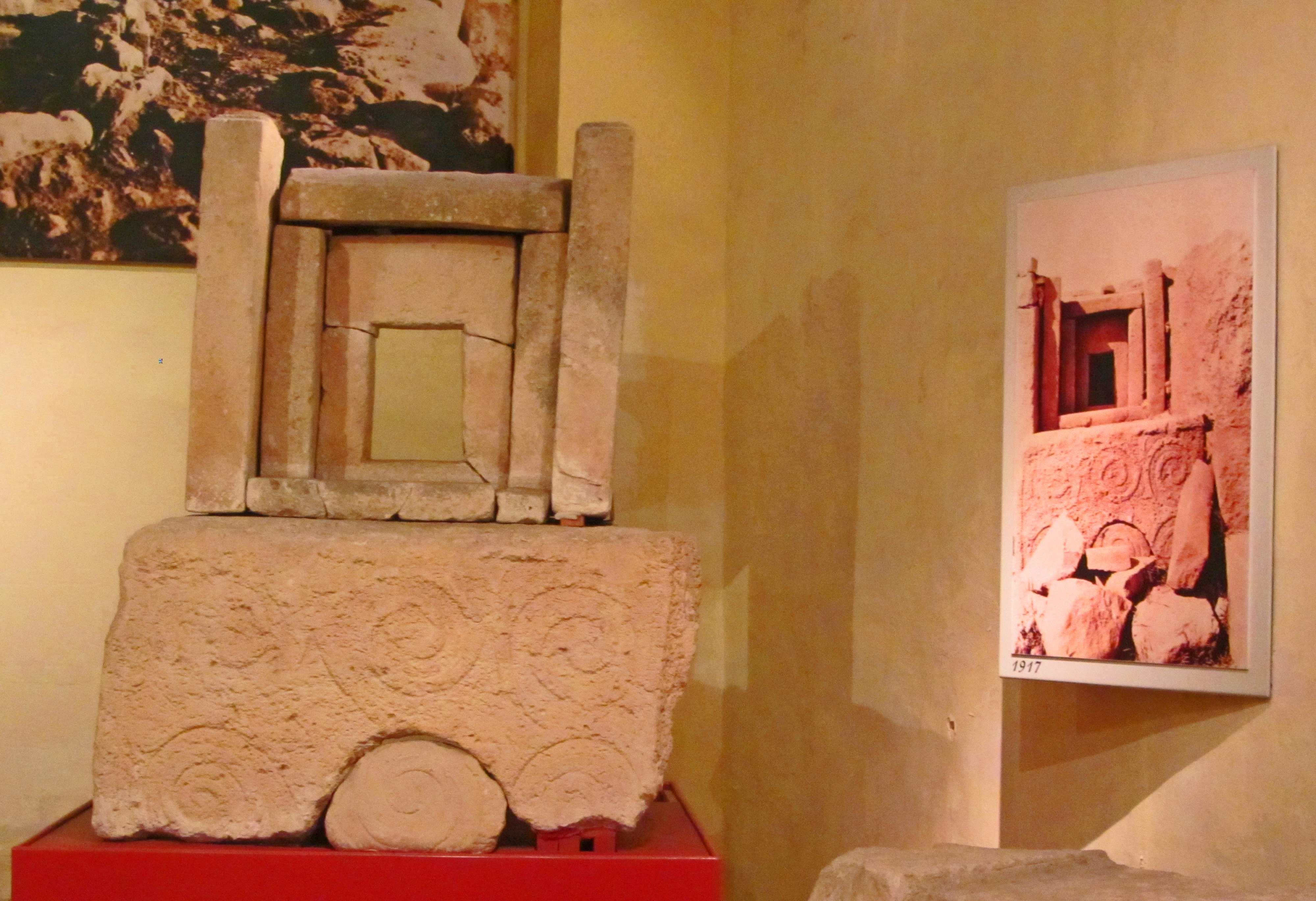
A déli templom egyik oltára a vallettai Régészeti Múzeumban

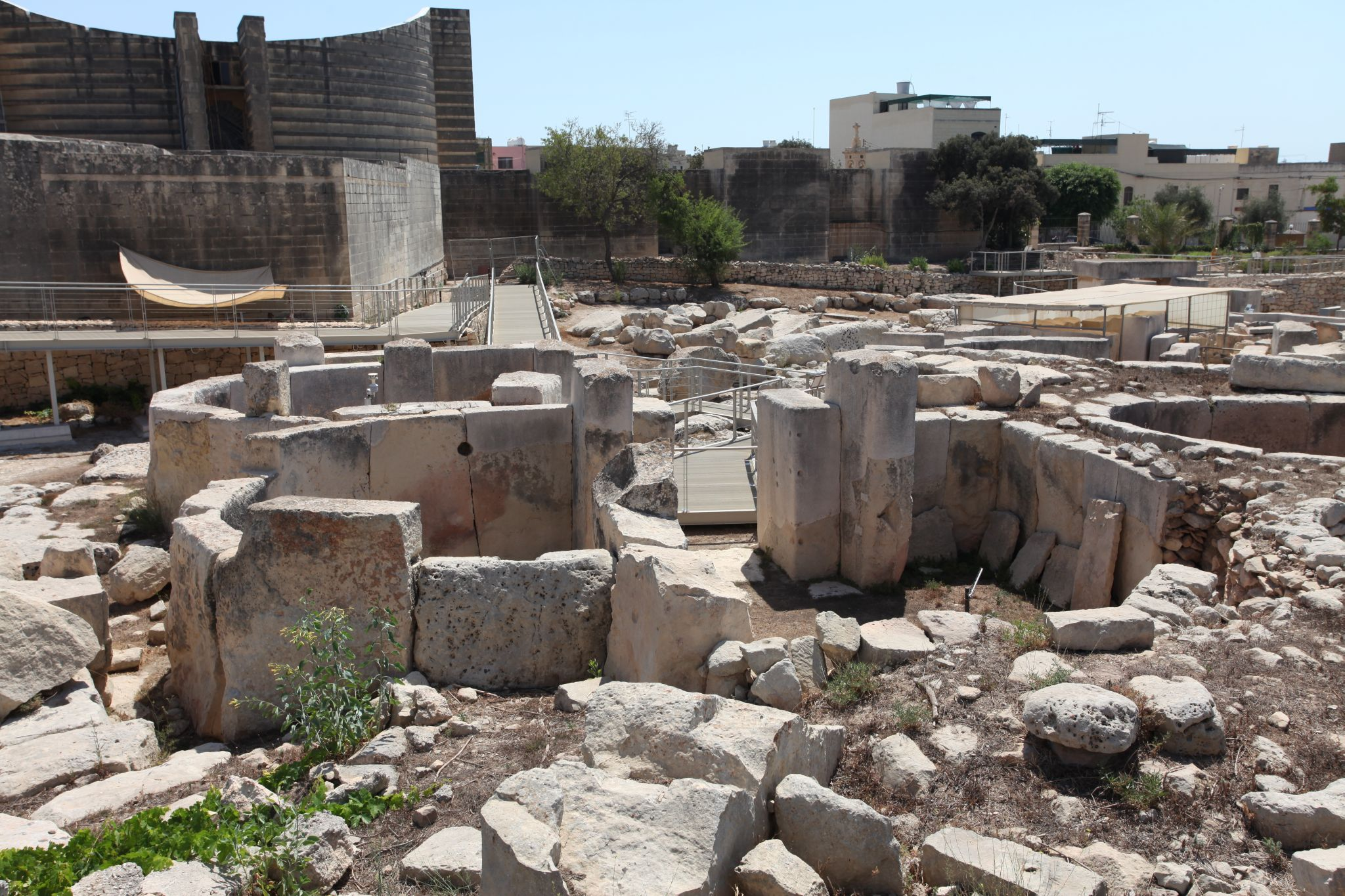
A keleti templom

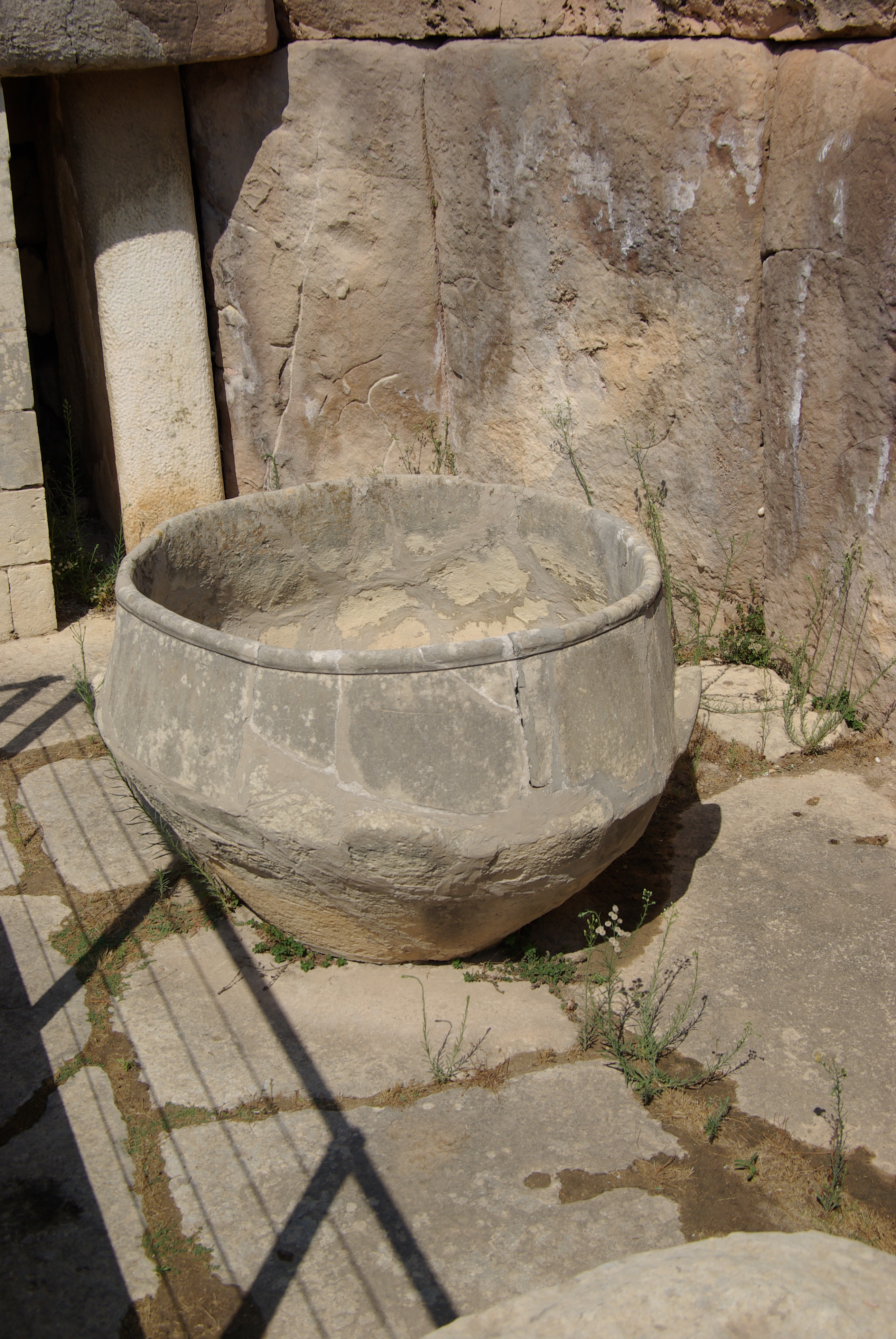
A középső templom belső tere egy edénnyel

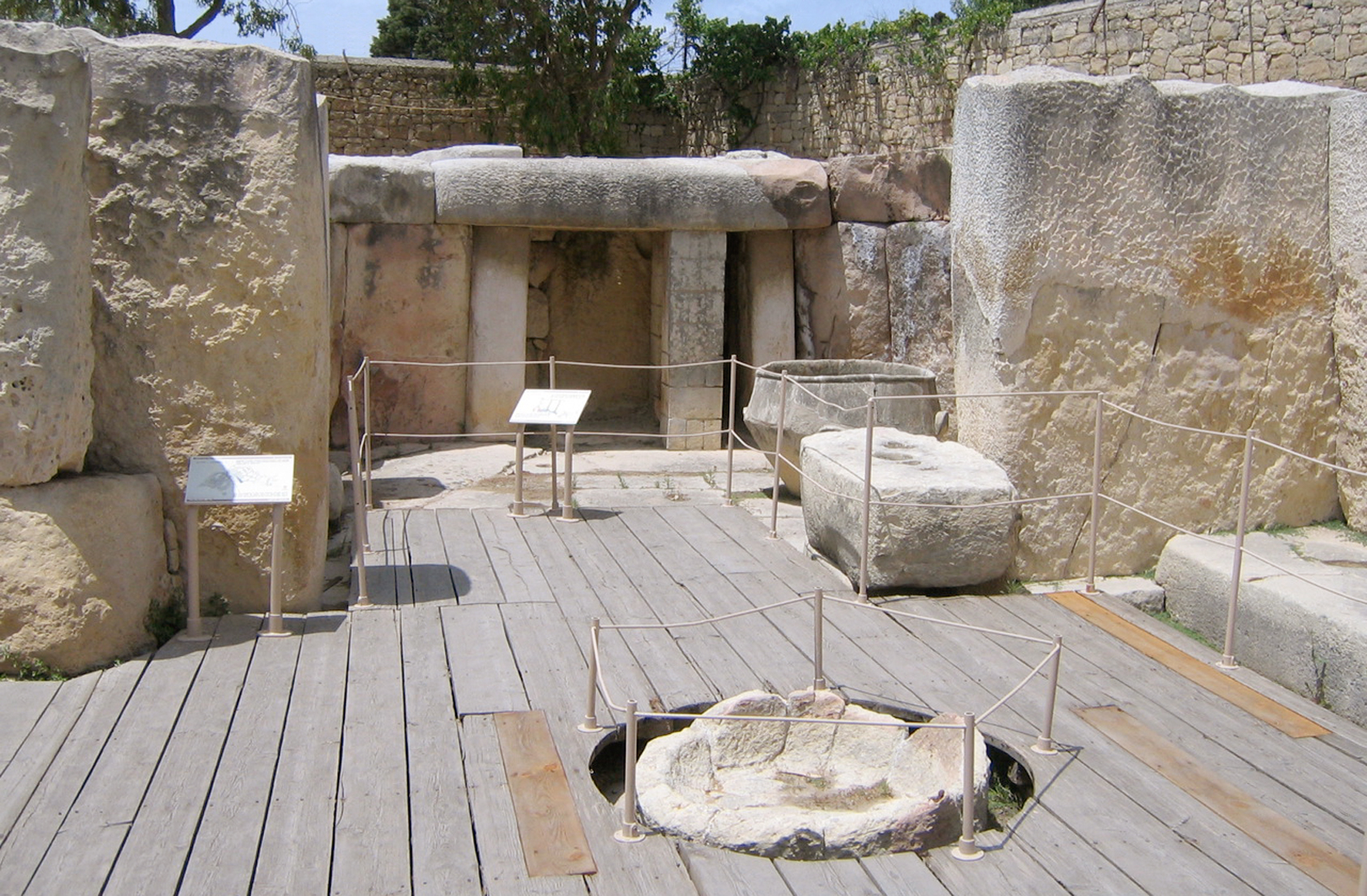
A középső templom részlete

Ez a legkomplexebb szerkezetű Málta őskori templomai közül.
A déli templom homlokzata, mellette egy kisebb szentéllyel egy előudvarra nyílt, amelynek a közepén egy ciszternát találtak. Falai szinte a föld színéig lepusztultak, csak az ajtó trilitonját állították vissza 1960-ban (más források szerint 1956-ban). A templom a kora Tarxien-szakaszból származik, ötívű alaprajzzal. Az ajtó mögött a templomegyüttes legszebben díszített részébe lépünk. Legszembetűnőbb a spirális díszekkel borított oltárkő, közelében a hatalmas istennőszobor, a másik oldalon pedig szintén számos, spirális díszítéssel vagy állatábrázolásokkal ellátott kőtömb. A helyszínen ma csak a Vallettában őrzött kövek másolatai láthatók. A második terem (vagy ívpár) kevésbé díszes, csak a fő oltár kövein található spirális díszítés. A terem jobb oldalából nyitották később a középső templom bejáratát.
A középső templom első terme kő borítást kapott, bár ma ezt fapadló védi a pusztulástól. Jobb oldalon egy kőtömböt újra felállítottak, hogy érzékeltessék: ezek már nem a padló, hanem a fal kövei. A falat itt pontosan illeszkedő tömbök alkotják, amelyek - mivel erre emelkedett az eredeti talajszint - jobb állapotban maradtak meg, mint a déli templom kövei. Elvörösödött foltjaik a templom pusztulását okozó tűz nyomai. A templom további részét magas, spirálokkal díszített küszöb határolja le. A templomok közt egyedülálló módon itt egy harmadik terem is következett, ahol a központi szentély volt. A harmadik terem bal oldali ívében találhatók azok a nyomok, amelyek a templomok íves tetőzetének elméletét igazolnák. A jobb oldali ív jó részét elpusztította egy római kori pince.
A keleti templom egyszerűbb, ám nagyon pontosan vágott kőtömbökből áll. Két nyílás (oracle hole, "jósló nyílás", feltételezett célja, hogy a falon túlról lehessen beszélni) nyílik jobb oldalon. A második terem bal oldala szintén a római pincének esett áldozatul. A második teremben található egy lépcső első pár foka, amely a tetőre vagy egy felső terembe vezethetett.
Ez a három templom alkot egy épületet. Egy négyszögű tér után azonban egy kisebb épület is áll, a legkeletibb templom, egy eredetileg ötívű alaprajzú épület. Ez volt a legrégebbi épület itt, amely mind formája, mind a benne talált törmelék datálása alapján a Ġgantija-szakaszban épült. A ma látható nagyobb lyukat később vágták a romba.

## Megközelítés és látogatás
Autóval Valletta felől Paolán keresztül közelíthető meg. A főúttól tábla jelzi a romok helyét. Jó autóbusz-összeköttetése van a Valletta és a repülőtér felől is.
Nyitvatartási ideje 9:00-17:00, jegyek 16:30-ig kaphatók (2012).